# Maxine Sullivan
Maxine Sullivan (Homestead, 13 maggio 1911 – New York, 7 aprile 1987) è stata una cantante statunitense.
Maxine Sullivan (nata Marietta Williams) è stata una delle grandi vocalist del jazz americano.

## Biografia
Maxine è stata un talento precoce, da giovanissima aveva iniziato a cantare nelle trasmissioni radiofoniche ed aveva iniziato la sua carriera musicale cantando nella band di suo zio, The Red Hot Peppers, nella sua nativa Pennsylvania, in cui occasionalmente, oltre a cantare, suonava il flicorno e il trombone a valvole. A metà degli anni '30 fu scoperta da Gladys Mosier (che allora lavorava nella grande band di Ina Ray Hutton). Mosier la presentò a Claude Thornhill e con la sua orchestra, dal giugno del 1937, realizzò le sue prime registrazioni che divennero da subito importanti; infatti da subito Maxine aveva sviluppato un suo stile di swing intimo, che si fondeva con la sua perfetta dizione e intonazione. 
Poco dopo, Sullivan divenne un vocalista all'Onyx Club di New York City. Durante questo periodo, iniziò una relazione professionale e intima con il bassista John Kirby che, nel 1938, divenne suo marito.
Verso la fine del decennio Maxine era al culmine della sua popolarità. La sua faccia era apparsa sulla copertina della rivista Life e, per le sue sessioni di incisione, si divideva regolarmente tra la West Coast e New York. Nel 1938, in un concerto commemorativo per George Gershwin, interpretò Summertime in una esibizione fantastica. Fra il 1940 e il 1941 realizzò diverse incisioni insieme all'allora marito, ma incise anche con Teddy Wilson, nell'estate del 1941, andò in tournée con l'orchestra di Benny Carter, poi lasciò il mondo dello spettacolo per diversi anni.

## Riconoscimenti
Nel 1979 vinse il Tony Award alla miglior attrice non protagonista in un musical in My Old Friends nel ruolo di Mrs. Cooper.